# 長野県道424号諏訪茅野線

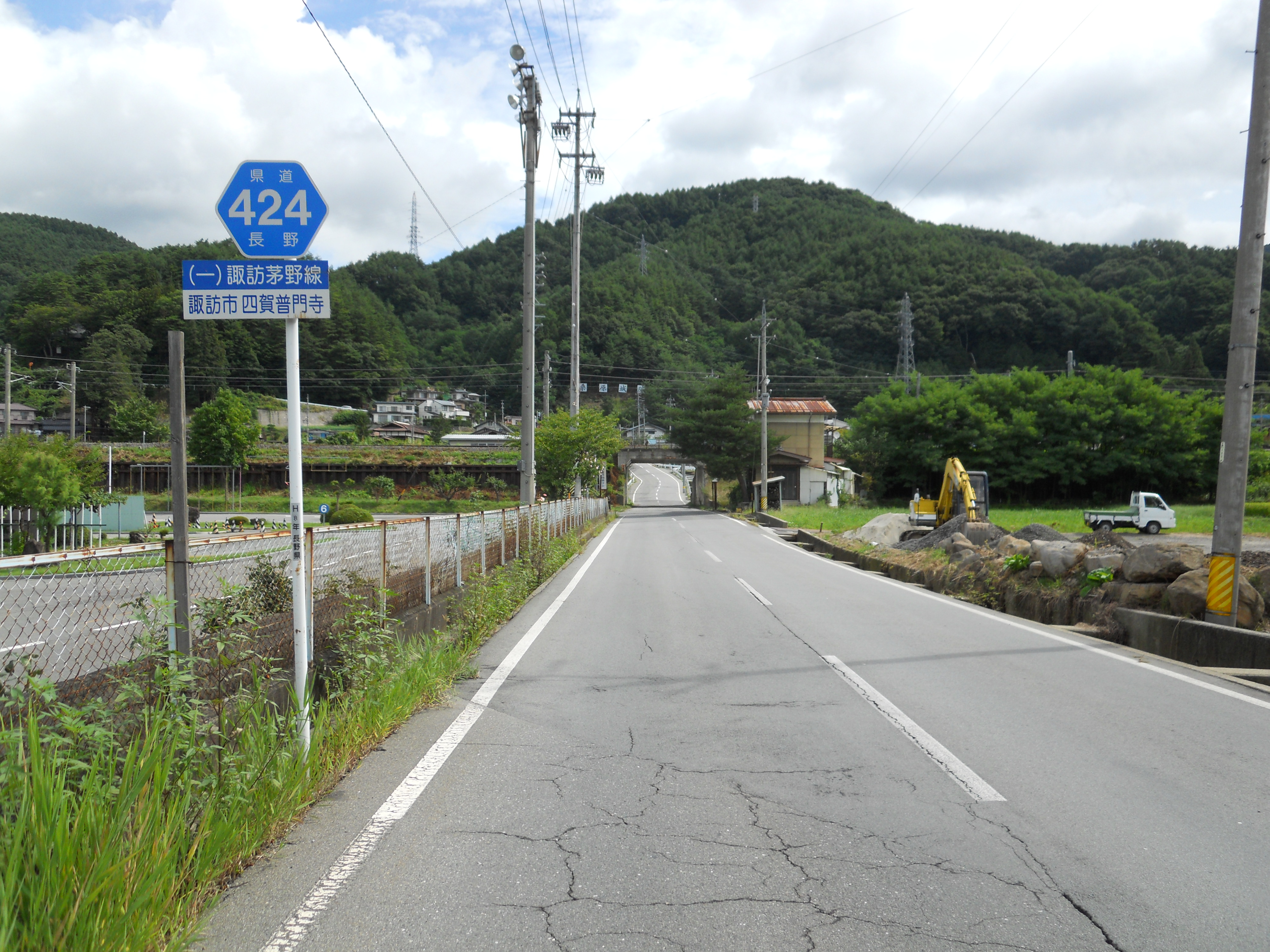
県道起点付近

長野県道424号諏訪茅野線（ながのけんどう424ごうすわちのせん）は、長野県諏訪市大字四賀字山之免通から長野県茅野市北山に至る一般県道である。

## 概要
霧ヶ峰南麓を縫うようにルート指定されている。茅野市米沢ではこの道路沿いに集落が続くが、北大塩地区のバイパスを過ぎた地点から諏訪市の起点に至る区間は山間地となり、人家に乏しい。

### 路線データ
- 起点：長野県諏訪市大字四賀字山之免通（国道20号交点）
- 終点：長野県茅野市北山（国道152号交点）

## バイパス
- 北大塩バイパス

## 地理
茅野市米沢地域の生活道路および諏訪湖カントリークラブ、霧ケ峰農場へのアクセス道となっている。

### 通過する自治体
- 長野県
  - 諏訪市
  - 茅野市

### 交差している道路
- 国道20号
- 国道152号

### 周辺
- 桑原城址
- 諏訪湖カントリークラブ
- 霧ケ峰農場